# 구세주: 리턴즈
《"구세주: 리턴즈"》는 2017년 9월 14일에 개봉한, 송창용 감독이 감독한 대한민국의 영화로, 2006년 영화 《구세주》와 2009년 영화 《구세주 2》에 이은, 이른바 《영화 구세주 시리즈》의 세번째 작품이다.

## 캐스팅
- 최성국 : 진상훈 역
- 김성경 : 송지원(상훈 처) 역
- 이준혁 : 미스터 유(사채 사장) 역
- 송삼동 : 현문식 역
- 정이연 : 주아롱 역
- 김보민 : 주다롱 역
- 서영 : 강 마담 역
- 김채연 : 진한아(상훈 내외 딸) 역
- 배진웅 : 최창수 역
- 하윤희 : 원 교수 역
- 권범택 : 장 회장 역
- 강충훈 : 길 본부장 역
- 김현영 : 황 여사(은혜 엄마) 역
- 김도균 : 박장생(상훈 친구) 역
- 안창하 : 쩐주 1 역
- 손민석 : 쩐주 2 역
- 임소미 : 쩐주 3 역
- 김은수 : 모텔남 역
- 이여름 : 모텔여 역
- 이다나 : 민자영(여고 1학년 학생) 역
- 김지영 : 김미경(소개팅녀) 역
- 김경진 : 짜장면 배달원 역
- 이태인 : 사채정장남 1 역
- 최윤빈 : 사채정장남 2 역
- 백재민 : 사채정장남 3 역